# پتی خوبزا
پتی خوبزا (عبری: קציצות חוביזה‎) پتی‌های سرخ شده‌ای است که از خوبزا، نوعی گل خطمی (بومی منطقه شام) ترکیب شده با بلغور، خرده‌ها نان پیتا، تخم‌مرغ، ادویه جات، سیر و پیاز تهیه می‌شود.

## تاریخچه
در زمان محاصره اورشلیم، هنگامی که کاروان‌های غذا نمی‌توانست به شهر وارد شود، ساکنان اورشلیم برای چیدن خوبزا، سبزی وحشی که سرشار از آهن و ویتامین است، به مزارع می‌رفتند. ایستگاه رادیویی اورشلیم کول هاماگن دستور پخت آن را پخش کرد. این پخش که در اردن نیز دریافت شد، اعراب را متقاعد نمود که یهودیان از گرسنگی می‌میرند و پیروزی نزدیک است.

## تغییرات
به جای خوبزا می‌توان از برگ خطمی یهودی (مولوکیا) استفاده کرد.